# Championnat d'Italie féminin de football 2018-2019
Navigation
Édition précédente Édition suivante
Le Championnat d'Italie féminin de football 2018-2019 ou en italien Serie A Femminile 2018-2019 est la cinquante-deuxième saison du championnat. La Juventus vainqueur de la saison précédente remporte son deuxième titre.

## Participantes
Lors de l'intersaison, l'investissement du football professionnel continue dans le championnat féminin. l'AS Rome signe un contrat d'association avec l'équipe de la Res Roma qui a terminé à la 8e place du championnat 2017-2018. La Roma rejoint ainsi la Juventus qui avait intégré le championnat en septembre 2017.
L'ACF Brescia Femminile arrête le sport professionnel et cède sa licence à l'AC Milan. Ce nouveau club féminin, prend donc la place de Brescia en championnat, mais il ne peut pas disputer la Ligue des champions 2018-2019 à laquelle Brescia s'était qualifiée, les statuts de l'UEFA ne le permettant pas.
L'Associazione Sportiva Dilettantistica AGSM Vérone a changé de nom, le club devient Associazione Sportiva Dilettantistica Verona Women ou ASD Verona Women, tout comme Fimauto Valpolicella Calcio Femminile Società Sportiva Dilettantistica qui devient Società Sportiva Dilettantistica ChievoVerona Valpo ou SSD ChievoVerona Valpo.
- Légende des couleurs

- Ligue des champions 2018-2019.
- Promu.

| Club                                                            | Localisation | Stade                                                            | Classement 2017-2018 |
| --------------------------------------------------------------- | ------------ | ---------------------------------------------------------------- | -------------------- |
| Juventus Football Club                                          | Turin        | Juventus Center                                                  | 1re                  |
| Fiorentina Women's Football Club                                | Florence     | Stadio comunale Gino Bozzi                                       | 3e                   |
| Unione Polisportiva Comunale Tavagnacco                         | Tavagnacco   | Stadio Comunale                                                  | 4e                   |
| Atalanta Mozzanica Calcio Femminile Dilettantistico             | Mozzanica    | Comunale di Mozzanica                                            | 5e                   |
| SSD ChievoVerona Valpo                                          | Vérone       | Stadio Aldo Olivieri                                             | 6e                   |
| ASD Verona Women                                                | Vérone       | Stadio Aldo Olivieri                                             | 7e                   |
| AS Roma                                                         | Rome         | Stadio Tre Fontane                                               | 8e                   |
| Associazione Sportiva Dilettantistica Sassuolo Calcio Femminile | Sassuolo     | Stadio Enzo Ricci ou Stadio comunale Mirabello à Reggio d'Émilie | 9e                   |
| Associazione Sportiva Dilettantistica Pink Sport Time           | Bari         | Stadio Antonio Antonucci                                         | 10e                  |
| AC Milan                                                        | Milan        | Centro Sportivo Vismara                                          | Nouveau club         |
| Florentia                                                       | Florence     |                                                                  | 1re D2 Gr.A          |
| Orobica                                                         | Bergame      |                                                                  | 1re D2 Gr.B          |

## Compétition

### Classement
En cas d'égalité de points pour la première place, la Ligue des champions ou pour la relégation, un match d'appui est disputé.
| Rang | Équipe                 | Pts | J  | G  | N | P  | Bp | Bc | Diff |
| ---- | ---------------------- | --- | -- | -- | - | -- | -- | -- | ---- |
| 1    | Juventus T C           | 56  | 22 | 18 | 2 | 2  | 63 | 8  | +55  |
| 2    | Fiorentina             | 55  | 22 | 18 | 1 | 3  | 70 | 13 | +57  |
| 3    | AC Milan               | 51  | 22 | 16 | 3 | 3  | 54 | 21 | +33  |
| 4    | AS Rome                | 36  | 22 | 11 | 3 | 8  | 43 | 30 | +13  |
| 5    | Sassuolo Femminile     | 33  | 22 | 9  | 6 | 7  | 37 | 31 | +6   |
| 6    | Atalanta Mozzanica     | 33  | 21 | 9  | 6 | 7  | 30 | 29 | +1   |
| 7    | Florentia P            | 30  | 22 | 9  | 3 | 10 | 31 | 39 | -8   |
| 8    | UPC Tavagnacco         | 24  | 22 | 6  | 6 | 10 | 26 | 43 | -17  |
| 9    | SSD ChievoVerona Valpo | 20  | 22 | 6  | 2 | 14 | 32 | 64 | -32  |
| 9    | ASD Verona Women       | 19  | 22 | 6  | 1 | 15 | 31 | 47 | -16  |
| 11   | Pink Sport Time Bari   | 15  | 22 | 4  | 3 | 15 | 18 | 59 | -41  |
| 12   | Orobica P              | 5   | 22 | 1  | 2 | 19 | 13 | 64 | -51  |

| Légende : Qualifications et relégations | Légende : Qualifications et relégations                                                                                     |
| --------------------------------------- | --- |
|                                         | Qualification pour la Ligue des champions féminine de l'UEFA 2019-2020                                                      |
|                                         | Barrages de relégation |
|                                         | Relégation en deuxième division                                                                                             |
|                                         | T : Tenant du titre P : Promu C : Vainqueur de la Coupe d'Italie 2018-2019 CL : Vainqueur de la Coupe de la Ligue 2018-2019 |

## Statistiques

### Classement des meilleures buteuses
| Place              | Joueur              | Club          | Buts |
| ------------------ | ------------------- | ------------- | ---- |
| Médaille d'or      | Valentina Giacinti  | Milan         | 21   |
| Médaille d'argent  | Daniela Sabatino    | Milan         | 17   |
| Médaille de bronze | Eniola Aluko        | Juventus      | 14   |
| 4                  | Barbara Bonansea    | Juventus      | 13   |
| -                  | Stefania Tarenzi    | Chievo Verone | 13   |
| 6                  | Lana Clelland       | Fiorentina    | 12   |
| -                  | Ilaria Mauro        | Fiorentina    | 12   |
| -                  | cristiana Girelli   | Juventus      | 12   |
| 9                  | Tatiana Bonetti     | Juventus      | 11   |
| -                  | Annamaria Sertureni | Roma          | 11   |

## Bilan de la saison
| Championnat d'Italie féminin de football 2018-2019   |                                                              |
| Champion                                             | Juventus Football Club (2e titre)                            |
| Dauphin                                              | Fiorentina Women's Football Club                             |
| Coupes et trophées                                   |                                                              |
| Vainqueur de la Coupe d'Italie 2018-2019             | Juventus Football Club                                       |
| Qualifications continentales                         |                                                              |
| Ligue des champions féminine de l'UEFA 2019-2020     | Juventus                                                     |
| Ligue des champions féminine de l'UEFA 2019-2020     | Fiorentina                                                   |
| Promotions et relégations                            |                                                              |
| Promus en Championnat d'Italie féminin de football   | Football Club Internazionale Milano                          |
| Promus en Championnat d'Italie féminin de football   | Società Sportiva Dilettantistica Empoli Ladies FBC           |
| Relégués en Championnat d'Italie féminin de football | Associazione Sportiva Dilettantistica Pink Sport Time        |
| Relégués en Championnat d'Italie féminin de football | Associazione Sportiva Dilettantistica Orobica Calcio Bergamo |